# L'Ami Fritz (film, 1933)
Pour les articles homonymes, voir L'Ami Fritz (homonymie) et Fritz.
Pour plus de détails, voir Fiche technique et Distribution.
L'Ami Fritz est un film français réalisé par Jacques de Baroncelli, sorti en 1933.

## Synopsis
Fritz Kobus est un célibataire endurci que David Sichel, le rabbin du village, tente en vain de marier depuis des années. Il va même jusqu'à parier avec ce dernier un lopin de vigne, qu'il restera célibataire.
Mais il tombe, sans trop sans apercevoir, sous le charme de Suzel, la fille de son fermier, ce qui n'échappe pas au rabbin. Pour pousser Fritz à se déclarer, le rabbin lui fait croire qu'un autre prétendant est sur le point de demander la main de Suzel.

## Fiche technique
- Titre : L'Ami Fritz
- Réalisateur : Jacques de Baroncelli
- Scénario : d'après le roman éponyme d'Émile Erckmann et Alexandre Chatrian, publié en 1864.
- Décors : Gabriel d'Eaubonne et Léon Barsacq
- Photographie : Louis Chaix, Marius Roger et Pierre Lebon avec Caméréclair-Radio
- Son : Henry Pierce avec le procédé Sélénophon
- Musique : Roland-Manuel
- Production : Films Artistiques Français
- Pays de production :  France
- Format : Noir et blanc - 1,37:1 - Son mono
- Genre : Comédie dramatique
- Durée :  90 minutes
- Date de sortie : 
  - France : 10 novembre 1933

## Distribution
- Lucien Dubosq : Fritz Kobus, célibataire
- Simone Bourday : Suzel, fille du fermier
- Madeleine Guitty : Catherine, servante de Fritz
- Jacques de Féraudy : Frédéric, célibataire
- Charles Lamy  : David Sichel, le rabbin marieur
- Jean Coquelin : Christel, le fermier
- Albert Carjol : Haân, le percepteur célibataire
- Lisa Aubertin

## Autour du film
Sur le générique on peut lire :
- Le film est présenté par la SELF (Société d'édition et de location de films)
- Le film a été tourné avec le concours de l'Alsace viticole industrielle, commerciale et avec l'appui de nombreuses collectivités publiques locales.